# 擬古猫

ギコネコ

擬古猫（ぎこねこ、gikoneko）は、ネットキャラクター。あやしいわーるどで 1998年12月に誕生した。

## 由来
ここではギコネコから擬古猫にいたる由来を記す。

### ギコ〜と擬古猫
擬古猫の「擬古」は電子掲示板・あやしいわーるどによく見られる「ギコ〜」であり、つまり「ギコギコ」(インターネットスラング）から。「ギコギコ」とは電子掲示板に入り浸り時間を過ごす事を指す。つまり、擬古猫は板に入り浸り時間を過ごす猫。しかし、擬古猫の名のとおり擬古つまりは昔のような表現を現代的に再現する猫、という意味も含む。

### ギコ〜
ここではギコ〜という言葉について記述する。

#### ギコハハハ
あやしいわーるど常連、固定であるコブラがあやしいわーるどのニフティーサーブ時代に、ニフティに行った際会った富士通社員が創めた（はじめた）とされる。彼のチャットでの笑い方が「ギコハハハ」。これをあやしいわーるどその他のアングラ界隈に広めたコブラなどによって、インターネット上でも活用されていく。
- 参考：ギコハハハ - あやしいWalker「ギコハハハのルーツ」
- 参考：コブラ - 諜報省[リンク切れ]

ギコハハハについては、1999年（平成11年）、桃井はるこがあやしいわーるど@クリスマス島に来訪し、以後名誉島民となった事も記す。
- 参考：ラジオでギコハハハと発言するモモーイ あやしいWalker「らくだ丸 VS 桃井はるこ」[リンク切れ]
- 参考：ラジオでギコハハハと発言するモモーイ ＠声 ギコハニャーンのおまけ付き（引用元・文化放送『小野坂・桃井のバーチャラジオ電脳戦隊モモンガー』からかと思われる）
- 参考：マイコミジャーナル【インタビュー】桃井はるこの秘密 - 進化するモモーイの軌跡 (5) 雑誌・ラジオ・アニメ声優への道[リンク切れ]同・WEB魚拓

#### ギコギコ
「ギコハハハ」つまり「掲示板で笑いあう様」を変じて、「ギコギコ」と命名された。ログをみるとかなり多様な活用がなされているのがわかる。
当時も今も住人たちは何時間となく掲示板に居座る、つまり常駐し、さらに変じてネット中毒になる様、あるいはその状態を自虐的にギコギコと称してきた。活用形として「ギコる」「ギコった」などがある。

#### ギコハニャーン
CLAMP作カードキャプターさくらにおける主人公、木之本桜の裏の口癖、はにゃ〜んを上記のギコと足したもの。Winamp用日本語スキンで有名なゆなそふとの棚井慎一の発案とされる。
はにゃ〜んについては、上記マンガ、アニメを参考に「萌えてヘロヘロになる」という意味であったと思われる。
棚井発案とされる同義語に、LeafによるTo Heartのヒロイン、HMX-12 マルチのはわわわわを足したギコハワワワワ、介錯作、鋼鉄天使くるみの主人公、くるみの口癖キュイーンを足したギコキュイーンなどがある。
棚井に関しては、当時2ちゃんねるへと積極的に文字絵等を輸出、あるいは輸入、逆輸入していたと思われる節があり、そのログもあやしいわーるど@みらいあたりに残っているはずである。この件で棚井はいわゆるゲスッ関連と思われる人々の壮絶な荒らしや非難を受け、一時あやしいわーるどを撤退してしまう。
1. 参考：ゆなそふとWebarchive Mar 01, 2000
2. 参考：あやしいわーるどバナー（重いです）あやしいわーるどBanners[リンク切れ]
3. 参考：あやしいわーるど@ゆなそふと バナー あやしい@まんがの檻[リンク切れ]

- 参考：ギコ〜＠検索「あやしいわーるどII（あやしいわーるど@ARENA） 7月」[リンク切れ]

#### ギコ〜とは
「ギコ〜」とは、あやしいわーるどにおいて何かをする、「あやしいわーるど的何か」という活用がなされていたようである。つまり「ギコ〜」とは当時「あやしいわーるど的〜」という意味だったと推察される。

## 文字絵
ここでは文字絵に関して記述する。

### 顔文字
1990年代、パソコン通信において「ヽ(´ー｀)ノ」の顔文字が流行していた。初出は諸説あるが、この顔文字をはじめとしてさまざまな顔文字が主に草の根BBS、インターネット上、アングラ系掲示板、IRCなどで利用されていた。そのなかにはあやしいわーるどが初出のものもあった。特に「ヽ(´ー｀)ノ」系の顔文字は1999年（平成11年）当時のあやしいわーるどでは「まったり」と呼ばれ、非常に多く使われていた。これら「ヽ(´ー｀)ノ」系の顔文字は、主にアングラ上でつかわれていた。

#### 顔文字の例
英語圏系
```
:-) :D　XD
```

パソコン通信系
```
(^_^;)　＼(^o^)／ (;_;) (^^;
```

アンダーグラウンド系
```
ヽ(´ー｀)ノ　(;´Д`)

ъ( ﾟｰ^)　(ﾟДﾟ)　(`Д´)

(^Д^)　( '-')　(-＿-)

(´ー｀)　 (ﾉД`､)
```

### ギコネコの文字絵
ギコネコとなる最初の文字絵は本店昼の部で誕生した。作者はねこという固定（現・まめぞう）。1998年、本店昼の部。
猫の文字絵
```
 ∧ ∧
(´ー`)
 U  U
```

当初は顔のみ。この文字絵に胴、足、尻尾が付け足された。固定・ねこの話によると固定・骨董屋が付け足した、とのことである。インターネットコミュニティの住人たちの間で流行。1998年（平成10年）12月6日には既に完成された形において固定、ねこのログとして残されている。
ギコネコ・オリジナル
```
　　　　 ∧ ∧
〜′‾‾(´ー`)
　UU‾‾ U  U
```

その後、「ギコギコ」つまりは「ギコ」と猫の鳴き声「ニャーニャー」から発展させて「ギコニャーニャー」という台詞を文字絵に喋らせた住人がいた。
さらにそれを「ギコネコ」と呼んだ住人がいたりした。
こうして、ギコネコはあやしいわーるどの住人たちの間で定着することになった。決して自然発生するものではなく、個人個人がそれぞれの場などにおいて作り上げた創作物である。
- 参考：当時のタイムスタンプ付きzipファイル（※1998年（平成10年）12月8日取得の模様）本店 昼の部ログ「投稿者：ねこ 投稿日：12月06日(日)08時01分10秒」[リンク切れ]
- 参考：＠検索「あやしいわーるどII 1999年10月03日」にゃん発言[リンク切れ]
- 当時のあやしいわーるどにおいての正確なギコネコの表記は、半角カナによる表記。
- 2007年（平成19年）、2ちゃんねるのギコと区別するためあやしいわーるどでは擬古猫の表記が定着している。
- 参考：＠検索「あやしいわーるど@本店2009年2月21日」[リンク切れ] 固定ねこ、こと、まめぞう氏の話。

## 擬古猫誕生の経緯
ここでは擬古猫誕生の経緯について記述する。

### 擬古猫誕生
あやしいわーるどIIで誕生。参考ログからわかるように最初から文字絵が付いていた訳ではない。
擬古猫は当時からあやしいわーるど界隈をさすらっており、擬古猫の名前も上記のギコネコからもじって名づけた。当時利用していたIME、AI-SOFTのWXGの変換単語のなかに擬古があり、「ぎこねこ」を漢字変換した際この漢字が出てきたため、そのまま「ギコネコ」とは違うそれっぽい名前の捨てハン、「擬古猫」として投稿した。
そしてこの擬古猫を投稿者名に使い固定としてあやしいわーるどにデビューする。当然、ギコネコの文字絵の事も見ていたし、スネオ、ぎゃははは等のあやしいわーるど＠ぴかちゅう、あやしいわーるど＠ぴかちうなどで利用されていることも知っていた。そうして、それぞれの作者に擬古猫という名前の使用許可を得ようと色々さ迷う。
その際、本店昼の部の空白に「ギコネコなのに文字絵がないのはおかしい」と指摘され、ギコネコの文字絵が付く。曰く、「別にいいんじゃないの？」である。この事が後の、擬古系文字絵固定大発生の引き金となる（※1999年（平成11年）8月のログにおいて擬古宇佐という擬古系文字絵固定が既に誕生していることがわかる）。
- 参考：擬古猫誕生の瞬間・＠検索「あやしいわーるどII 1999年7月を擬古で検索」[リンク切れ]
- 参考：＠検索「あやしいわーるどII 1999年8月を擬古で検索」[リンク切れ]
- 参考：あやしいWalker「擬古猫（その１）」[リンク切れ]
- 参考：あやしいWalker「あやしい＠ぴかちう（その５）」[リンク切れ]
- 参考：スネヲ作・ぴかちゅcgi(zipファイル) SunechamaBBS Ver2.20 ぴかちゅ仕様＋ShibaCounter+1.943(pikachu_230.zip)[リンク切れ]
- 参考：治 ぴかちゅう＠メイソぴかちゅう＠メイソ

### 変遷
当初はそのままのコピー&ペーストであったが、胴を短くしたあたりからその通常形態は変化した。短くしたのはオリジナルのギコネコと多少なりとも区別するためであった。が、もちろん胴の長さは自由自在に変更できる。
擬古猫
```
　　　　　 ∧ ∧
～′￣￣(´ー`)<初出段階
　UU￣￣ U  U
　　↓
　　　 ∧ ∧
～′￣(´ー`)<普及段階
　UU￣ U  U
　　↓
 ____ ∧ ∧
|＼ /(´～`)＼<発展段階
|　|￣￣￣￣￣|
|　|＝みかん＝|
 ＼|＿＿＿＿＿|
　　↓
  ∧ ∧
/(´Д`)ノ<汎用・省スペース
￣￣￣￣|
```

擬古猫・超変形
```
 　　　 　　   　　∧ ∧
〜′‾‾‾‾‾‾‾(´ー`)
　UU‾‾‾‾‾‾‾ U  U
　　＿
〜′＿＼＿
　　U＼＿ ＼∧ ∧
　　　U  ＼(´ー`)＜たれてみた
　           U  U
 　　 ∧ ∧
 〜′(´ー`)＜これ以上は縮めない
 　UU U  U
 　　 ∧ ∧
 　〜(´ー`)＜甘いよ
 　   UU UU
  ∧∧
~(´ｰ`)＜もう縮めない
 UUUU
```

参考：＠検索「あやしいわーるどII 1999年9月6日を擬古で検索」

## 擬古猫誕生以前と擬古猫誕生後
以前の猫の文字絵は、明確にギコネコという統一されたキャラクターではなく、猫の代名詞で利用されてきた。もちろんギコネコ的なキャラクターの原点がまったく無かった訳ではない。おおむねそれは自虐的または笑える瞬間を切り抜いた一コママンガの形態を持っていた。
その後、様々なパターンの文字絵が発展する。

### 擬古猫以前
ログを見れば、1999年（平成11年）時点において、ギコネコの文字絵は既に完全にテンプレート化しており、文字絵ホーダイ（文字絵貼り付け放題）などが行われているのがわかる。
- 参考:擬古猫以前の例 ＠検索「あやしいわーるどII (あやしいわーるど@ARENA)ログ 1999年7月」[リンク切れ]

### 擬古猫以後
以前はキャラクターとして完全に確立した存在とはいえないギコネコだったが、ちょっとやんちゃ風でひねくれた感じのキャラクター付けをしたところこれが大いにウケてしまう。そのうち騙りと呼ばれる擬古猫の投稿ではないニセモノまで現れる。通常固定と呼ばれるハンドルネーム利用者はこれをよく思わず、否定していたりしたのだが、擬古猫は逆にある程度容認しそのキャラクター性も取り込んだ事は、少なく見積もってもエポックメイキングといえる。上記の事と矛盾するが、ORJPをオマージュし、擬古猫の騙り粉砕をやっている。節操のなさがここでも見受けられる。
- 参考:ORJP ORJPの騙り粉砕 - ウェイバックマシン（1999年2月18日アーカイブ分）[リンク切れ]
- 参考:擬古猫以後・初期＠検索「あやしいわーるどII（あやしいわーるど@ARENA）1999年8月」[リンク切れ]
- 参考:擬古猫 擬古猫の騙り粉砕[リンク切れ]

### 圧倒的投稿量
投稿量が圧倒的だった。あやしいわーるどIIだけではなくあやしいわーるど@本店、あやしいわーるど@クリスマス島、あやしいわーるど@みらいと、ほぼ全てのメイン級、そのサテライト（退避・衛星板）となる板に出没している。これにはもちろん、ギコネコ文字絵の作者を探す意味もあった。
- 参考：あやしい人名事典による評定

## 擬古猫のキャラクター設定
擬古猫の投稿は板を舞台にした、リアルタイムのコミック劇のようなものである。そのためキャラクターとしての擬古猫に関しては様々な架空の設定が存在する。

### キャラクター
あやしいわーるど上をただよう情報であり、擬人化された架空の猫。投稿者の脳内にのみ、その実体があるため、現実には実体のない情報としての存在と認識される。

### 繁殖
その繁殖は電子掲示板などの閲覧によって行われる。つまり、電子掲示板などを閲覧し、その情報を参照した瞬間に閲覧者の脳内にキャラクターとしての擬古猫が認識され、同時に閲覧者の脳内に存在する。その後も情報を参照し続けることで閲覧者の脳内で繁殖、分裂、突然変異を起こす。閲覧者が擬古猫またはその亜種を掲示板に投稿、あるいはその他のメディアに投稿した瞬間に繁殖が完了する。

### 変異・亜種
情報としての存在であるため、その容姿は変幻自在である。板のノリによっても変化し、妖怪のようでもある。擬古猫に限ったことではないが、コピー&ペーストをはじめとしてその造形が容易であるため亜種が多数存在する。掲示板上で他人が作った文字絵も貪欲に取り込む事がある。表現においてはこの種の自由がないと発展が難しい。
- 参考：擬古シリーズ

### 依代（よりしろ）
擬古猫による、投稿者の設定上の呼び名。通常、電子掲示板では、「投稿者の投稿が投稿者本人の投稿」とされるが投稿者とキャラクターを分離する必要があるため、投稿者のことをこう呼ぶ。が、時に投稿者も混同するため紛らわしい。

### 分身
時系列は同じだが、同時に他板、つまりは複数の掲示板に出没する。その場その場のネタに即時対応する。実際は非常に忙しい技で、頭の中で話題の流れを複数切り替えながら実行する。板を跨ってのネタフリなんかも得意技とする。Websiteを跨って、その場に合わせた行動をとる。これがまるで分身したように見えることからこの名前が付いた。

### 幼女化
少女に変化する。このときの投稿名は「ぎこねこ」である。2000年（平成12年）5月20日擬古猫の漢字変換忘れによりこの名称となる。それ以前は擬古猫で投稿していた。
誕生の経緯は以下のとおり。上の3つは空白名義であるが全て擬古猫の投稿。つまり、イチから起こした完全オリジナルの文字絵。擬古猫を使っているのが忍びなく、かつ文字絵スキルも上がってきたので作られた。喋っている台詞が微妙にアキバ系くさい。
これにより、ぎこねこの誕生は2000年03月06日、15時02分13秒だということがわかる。元ネタはデ・ジ・キャラットのぷちこ。だが全然似ていない。
余談だが、2ちゃんねるなどでみられる２頭身系アスキーアートのルーツのうちのひとつだと思われる。
- 参考：＠検索「あやしいわーるどII 1999年9月23日」ぎこねこの元になった顔文字[リンク切れ]
- 参考：＠検索「あやしいわーるどII 1999年9月29日」擬古キャプターさくら[リンク切れ]
- 参考：＠検索「あやしいわーるどII 2000年3月6日」ぷちこにゅ[リンク切れ]
- 参考：＠検索「あやしいわーるどII 2000年5月20日」擬古猫→ぎこねこ[リンク切れ]
- 参考：＠検索「あやしいわーるどII 1999年9月を∂.∂で検索」[リンク切れ]

ぎこねこ
```
 　∧  ∧　　
   ﾉ  ﾊ  ＼　
  ﾉ ∂.∂)＜おかしいっこくれる？
  　(∩∩
γ〜/___|
     U U
 　　 　∧  ∧　　
 ＿＿＿ ﾉ  ﾊ  ＼　
|＼　γﾉ ∂.∂)＜わたしはいらないこどもなの
|　|‾‾‾‾‾|
|　|＝捨て猫＝|
 ＼|__________|
 　∧　∧　　
　 ﾉ　　 ＼　
　ﾉ人人人人
　　( 　)
γ〜/_Ａ|
　　 U U

 　∧  ∧　　
   ﾉ  ﾊ  ＼　
  ﾉ*ｘ ｘ)＜キャアアアアアアァァァァァァ
  　(∩∩
γ〜/___|
     U U
```

### 帰依
擬古猫がその身を消し、空白に戻る現象。
そもそも、匿名掲示板では匿名、つまり2ちゃんねるで言うところの名無しがメインであり、固定・2ちゃんねるでのコテハンは特異な存在（場所にもよる）。特に21世紀になってからはその傾向が増大し、あやしいわーるど全般で固定が嫌われる傾向も存在する。全てが目立たない存在、それはつまり世界に返ることであり、仏教で言うところの帰依に相当する事からこの名前が付いた。
※どうでもいいが神仏習合。いいかげん。実際は消え、の変換間違い。擬古猫の名前と同じ。
帰依プロセス
```
擬古猫は、わずか1ミリ秒で帰依を完了する
では、そのプロセスをもう一度見てみよう。

まったり太陽エネルギーが擬古猫ロボのソーラーシステムにスパークする。

　　　　　　　　　　　　　　　　　　　　　｜
　　　　　　　　　　　　　　　　　　＼　　　　　／
　　　　　　　　　　　　　　　　　　　　／‾＼　
　　　　　　　　　　　　　　　　　〜　 (´ー｀)　〜
　　　　　　　　　　　　　　　　　　　  ＼＿／
　　　　　　　　　　　　　　　　　　／　　　　　＼
　　　　　　　　　　　　　　　　　　　　　｜
　　 　∧ ∧
　　／(´ー`)＜あたたかい
　／|‾‾‾‾‾|
　＼|　　　　　|＼
　　|　　　　　|／
　　|　　　　　|
　　|＿＿＿＿＿|
　　|　　　　　|
　　|＿＿Λ＿＿|
　　|　|　|　|
　　|＿|　|＿|
　　ノ |　| ヽ
　（___|  |___）

増幅された太陽エネルギーはにゃんこエネルギーに転換され、擬古猫に帰依されるのだ。

∧ ∧
´ー`)＜き
U  U
 ∧
ー`)＜え
 U

`)＜え
U

)＜え

＜え
```

※宇宙刑事シリーズのパロディ。

### 基本ルール
この頃の基本的な構成は「文字絵＜台詞」であり、一言。板の内容を圧縮して一言に収めている。基本的に文字絵の部分以外では顔文字等を使うのはタブーとなった。
＠検索「あやしいわーるどII 1999年9月4日 台詞部分で顔文字を使ってツッコミをいれられる擬古猫」
宇多田レイパーにより、スクリプト化されてしまい、この基本キャラを変えることになる。なお、劣化版が当人の手によりあやしいわーるど@暫定で提供された。[未読]をリロードすることで文字絵、台詞が変化する。以降はさらに人間味を増したキャラクターとなり、「腹黒まったり」と呼ばれ現在に至る。

## 権利関係
ここでは文字絵にまつわる権利関係について記述する。

### 概要
文字絵は誰でも容易に改竄して利用できるため、その権利関係は複雑を極める。ただ現状においては、個人、あるいは団体が著作権を統括管理してるわけではないのでギコ猫のキャラクター利用は商業においてもほぼ自由となっている。但し、商業利用などについては異論も多い。

### あやしいわーるどから2ちゃんねるへ
あやしいわーるどで暴走を繰り広げていた擬古猫であるが、あるユーザーによって2000年（平成12年）に2ちゃんねるに持ち込まれることとなり、その後ギコ猫は2ちゃんねるで爆発的にヒットした。

#### あやしいわーるど上における当時の状況
当時、「(ﾟДﾟ)」の顔文字は非常に多く使われていた。この様子はゲスッ系をはじめとした掲示板荒らしグループなどの間で流行しており、掲示板攻撃目的で多数投稿されたことと思われる。
(ﾟДﾟ)の顔文字が日常茶飯事的に使われていた例
※(ﾟДﾟ)ハァ？ という具合で使われている。
- ＠検索「あやしいわーるどII 1999年8月」[リンク切れ]

(ﾟДﾟ)の顔文字を既に使っていた例
(ﾟДﾟ)自体は罵倒時に良く使われていたものであるため、特に意識無く使っている。
- 参考:超激安 ＠検索「あやしいわーるどII 1999年9月14日」[リンク切れ]

ギコによく似た文字絵
当時(゜Дﾟ)の顔文字を使う、きちがいさんという半固定（空白であったり固定であったりした人）がいて、その真似をした例である。またはきちがいさんが擬古猫名義で行った投稿である。
```
　投稿者：擬古猫 　投稿日：1999/12/09(木)19時44分57秒  　■  　★  　◆  　木

　　　　 ∧ ∧
〜′‾‾(゜Дﾟ)＜しきゃー
　UU‾‾ U  U
```

- 参考：きちがいさん化　＠検索「あやしいわーるどII 1999年12月9日」[リンク切れ]
- 参考：2ちゃんねる関連の記述　＠検索「あやしいわーるどII 1999年12月」[リンク切れ]

すでに2ちゃんねるで利用されていた様子
逆輸入されてきたものをコピー&ペーストした例。
※フォントの違いがあるため、等幅用フォントにリニューアルされている。多分、リニューアル分は棚井作。
- 参考:逆輸入の例 ＠検索「あやしいわーるどII 2000年3月16日」[リンク切れ]

2000年（平成12年）2月10日、2ちゃんねるにおけるあやしいわーるど系文字絵の使用に関して、ひろゆきと思われる人の発言が転載されている。多分これら件で2ちゃんねるは、あやしいわーるど、ゲスッの連中によりサーバーダウンさせられる。黒歴史。ちなみにヒッキー、つまりHikkyとはこれであろう。
```
(-＿-)
(∩∩)
```

- ＠検索「あやしいわーるどII2000年2月10日をひろゆきで検索」当時の西村博之の見解と思われるログ[リンク切れ]

2000年（平成12年）2月28日、あやしいわーるど@みらいに逆輸入されてきたギコ猫。つまり、ギコ猫はこの時すでに存在していることになる。よく見ると足がズレている。
```
　　　　　　∧ ∧　／‾‾‾‾‾‾‾‾‾‾‾‾‾ 
   〜′‾‾( ﾟДﾟ)＜　　 全員逝ってよし！！！ 
  　　UU‾‾　U U　＼＿＿＿＿＿＿＿＿＿＿＿＿＿ 
```

- ＠検索「あやしいわーるど@みらい 2000年2月28日 全員逝ってよし」[リンク切れ]

### 荒らし目的からキャラクターへ
当初は掲示板荒らしの目的で多数コピー&ペーストされ爆撃と称して投稿された。そのうち、そのコピー&ペーストをみた新規ユーザーが別の目的で使い始めることとなる。この経緯もあって現在、普通の会話主体の掲示板では文字絵を使うこと自体が嫌われるようになっていると思われる。
- 参考：あやしい＠まんがの檻「おちゃめな管理人第1話」

### 擬古猫とギコ猫の違い
ギコ猫は顔の表情によってキャラクターの分化が行われるため、各キャラクターごと、ほぼ一種類に固定されている。
ギコ猫は主にプロポーショナルフォント主体の掲示板で利用される。擬古猫は主に等幅フォント主体の掲示板で利用されている。よってギコ猫、擬古猫はフォントの違いによりその表現方法がかなり異なる。また、性格も様々に分化した各キャラクターごとに異なる。ここでは主に擬古猫を代表にして違いを比較してみるが、ギコ猫に関してはギコ猫を参照されたい。
| 特徴     | 擬古猫       | ギコ猫                   |
| -------- | ------------ | ------------------------ |
| 表情     | 変化         | ほぼ固定                 |
| 体格     | 変化         | リアル化                 |
| フォント | 固定ピッチ   | プロポーショナル         |
| 性格     | 腹黒まったり | キャラクターごとに異なる |

変化の例
```
 　　|
 　　|
ブゥ |　  ∧ ∧
ε=　′‾(`Д´)＜ムキィムキィ
   　|　＿＿　|
     |||    |||
　   UU     U U

　　　　　 ∧ ∧
　　し´⌒(´ー`)＜まったりしようよ
 三三νν⌒νν

(妄想全開だなワラタ)
　　　ｏ
　　　。
 ∧ ∧⌒ヽ
(´ー`)(　)〜
‾‾‾‾‾‾|
```

極端な例
※どちらも擬古猫作ではなく、空白作。
```
　　　　　　　　 　∧ ∧
　　　　　　　　　(´ー`)＜ギコハニャーン
　　　　　　　　　｜　｜
　　　　　　　　　｜　｜
　　　　　　　　　｜　｜
　　　　　　　　　｜　｜
　　　　　　　　　｜　｜
　　　　　　　　　｜　｜
　　　　　　　　 ／ 　｜
〜′‾‾‾‾‾‾　　　｜
　UU‾‾‾‾‾‾‾ U‾U
　　 　∧ ∧
　　／(´ー`)＜あやしい
　／|‾‾‾‾‾|
　＼|　　　　　|＼
　　|　　　　　|／
　　|　　　　　|
　　|＿＿＿＿＿|
　　|　　　　　|
　　|＿＿Λ＿＿|
　　|　|　|　|
　　|＿|　|＿|
　　ノ |　| ヽ
　（___|  |___）
```

2ちゃんねる出自と思われる文字絵
※ズレを直してあるもの
```
   ∧∧
  /⌒ヽ)
〜(_＿)
```

2007年（平成19年）・2ちゃんねるよりインスパイアの傾向がある
```
  ∧ ∧
 (´ー`)＜おっヤルかぁ？
（ つ　_`つ
〜ヽ 　)
 　) ﾉ丿
 　∪∪
```

## 擬古猫に関わる事件
ここでは擬古猫絡みの主な事件を記す。

### 西鉄バスジャック事件
2000年（平成12年）5月3日・西鉄バスジャック事件が発生。
この頃の住人動向といえば、固定に比べ匿名が隆盛してきたころである。現在も実はそうであるが匿名においての自由度は計り知れないものがあり、当時のユーザーは自由に各掲示板間を行き来していた。その時、住人の動向を形付ける決定的事件がこれである。それ以前から注目されていた2ちゃんねるが、マスコミなどで大々的にクローズアップされることとなり、同時に少年を煽っていたギコ猫の文字絵がテレビなどで報道される。第一マスコットとして有名なモナーはこの頃まだメジャーな存在とは言えなかった。
なにはともあれ、この事件により逆説的に2ちゃんねるユーザーが圧倒的に増えていく。
当時のあやしいわーるど、あめぞうなどの匿名掲示板界隈は内乱あるいは工作とおぼしき分裂、移転、閉鎖騒動に巻き込まれており、多数発生した難民が2ちゃんねるに移住する。当然それまで使っていた文化も流出することになった。これをあやしいわーるど住人らは、パクリ文化と揶揄して、その対立がはじまったものと思われる。
そもそも、2ちゃんねるが注目されだしたのは東芝クレーマー事件がきっかけと見る人も多い。
それはそうと、当時の擬古猫は驚愕していた。自分の使っていたキャラクターが、殺人者の育成に加担したのではないか、「……自由とは恐ろしいことである」と。すでにギコ猫というキャラクターの利用者は、制御できないほど拡大していた。
1. 参考:西鉄バスジャック事件[リンク切れ]
2. 参考:教育・子どもの25年史 第11回 その1[リンク切れ]

### ギコの雪像（さっぽろ雪まつり）
2002年（平成14年）2月5日から2月11日、さっぽろ雪まつりにおいてギコ猫の雪像が立つ。この頃には既に圧倒的人気を誇るキャラクターとして浸透している様子がわかる。事件というマイナスイメージだけではない、微笑ましい出来事である。この頃、フラッシュなどのアニメーション作品なども2ちゃんねら〜などの間で活発に製作されている。
1. 参考:さっぽろ雪まつり
2. 参考:札幌ギコ祭り[リンク切れ]
3. 参考:セツゾーセイサクキ[リンク切れ]

### タカラ・ギコネコ商標登録事件
2002年（平成14年）3月12日タカラによる、ギコネコの商標登録事件。当時の擬古猫は静観していた。

#### 特許庁・登録情報
以下はそのコピー。このような登記がなされた。
- HTML登録情報[リンク切れ]・同(zipアーカイブ)登録情報 2002年6月3日取得(zip)[リンク切れ]

#### @ML
当時、ひろゆきがしば主催の@ML「xxxxxxxworld」に聞きにきている。擬古猫のログより。当然、擬古猫も拝見してるのがわかる。
- しば「@ML」跡地[リンク切れ]
- しば、はてなダイアリー
- @ML「xxxxxxxworld・関連投稿抜粋」（編集・擬古猫）[リンク切れ]

#### 当時の状況解説
- タカラ問題[リンク切れ]
- タカラ逝ってよし[リンク切れ]

### Avex事件
2005年（平成17年）9月1日エイベックスなどによる、商標登録等に関する事件（未解決）。タカラ事件を踏まえて擬古猫は行動にでた。
1. 参考:のまネコ問題
2. 参考:アスキーアートの未来をみんなで考えてみるwiki 擬古猫とネッツジャパン社のメールのやりとり[リンク切れ]

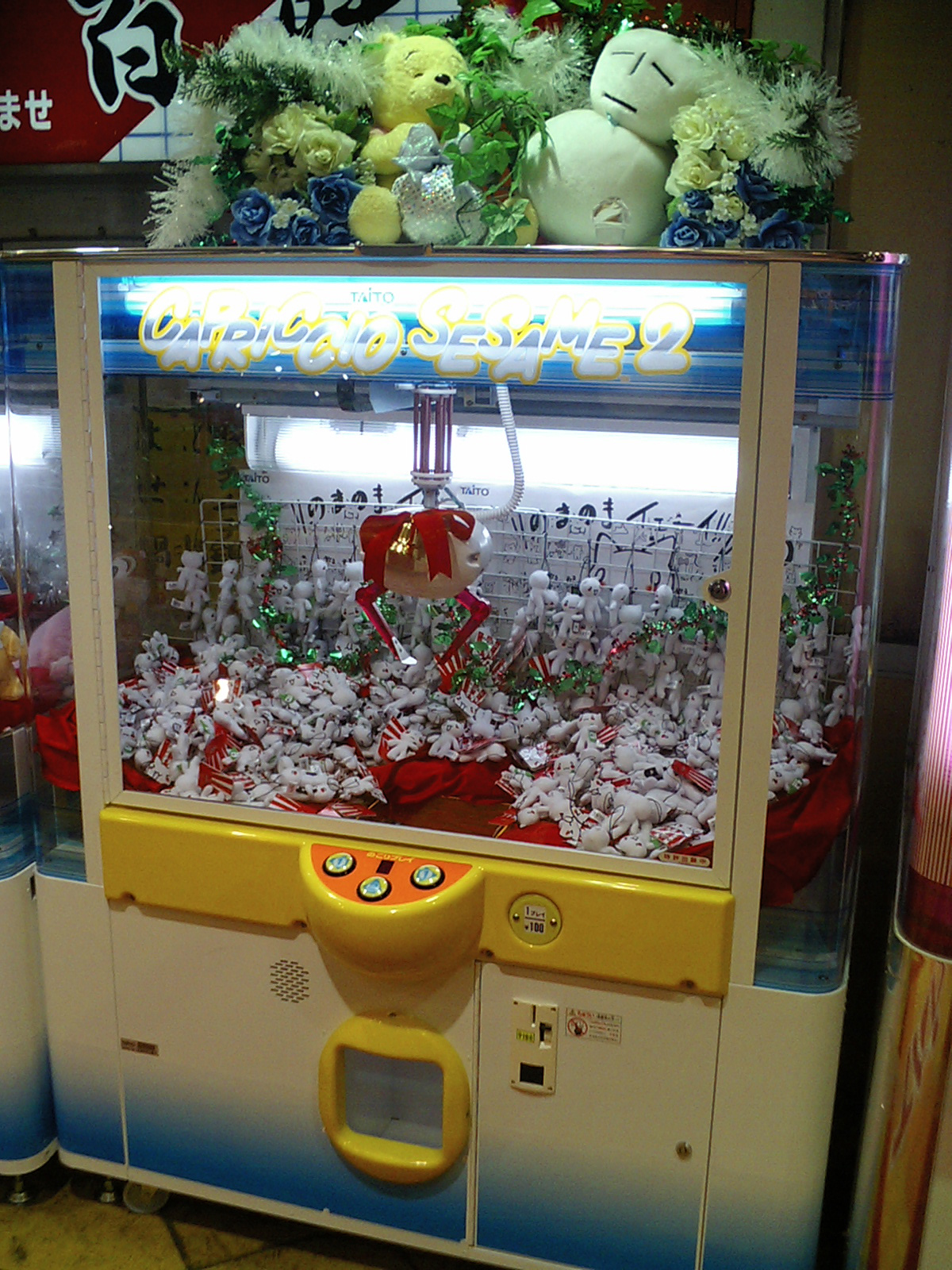
のまネコ（米酒）、クレーンゲームの景品

## 文字絵キャラクターグッズ
ギコネコをはじめとして様々な文字絵キャラクターグッズが流通している。ここではその状況について記述する。

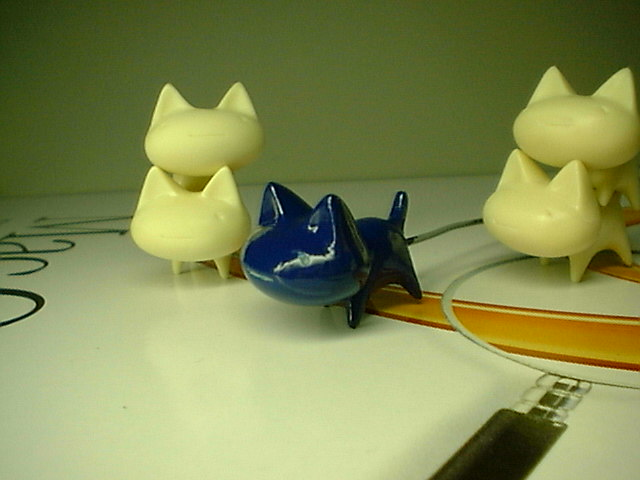
画像1:ねこ谷によるギコネコフィギュア。1998年。
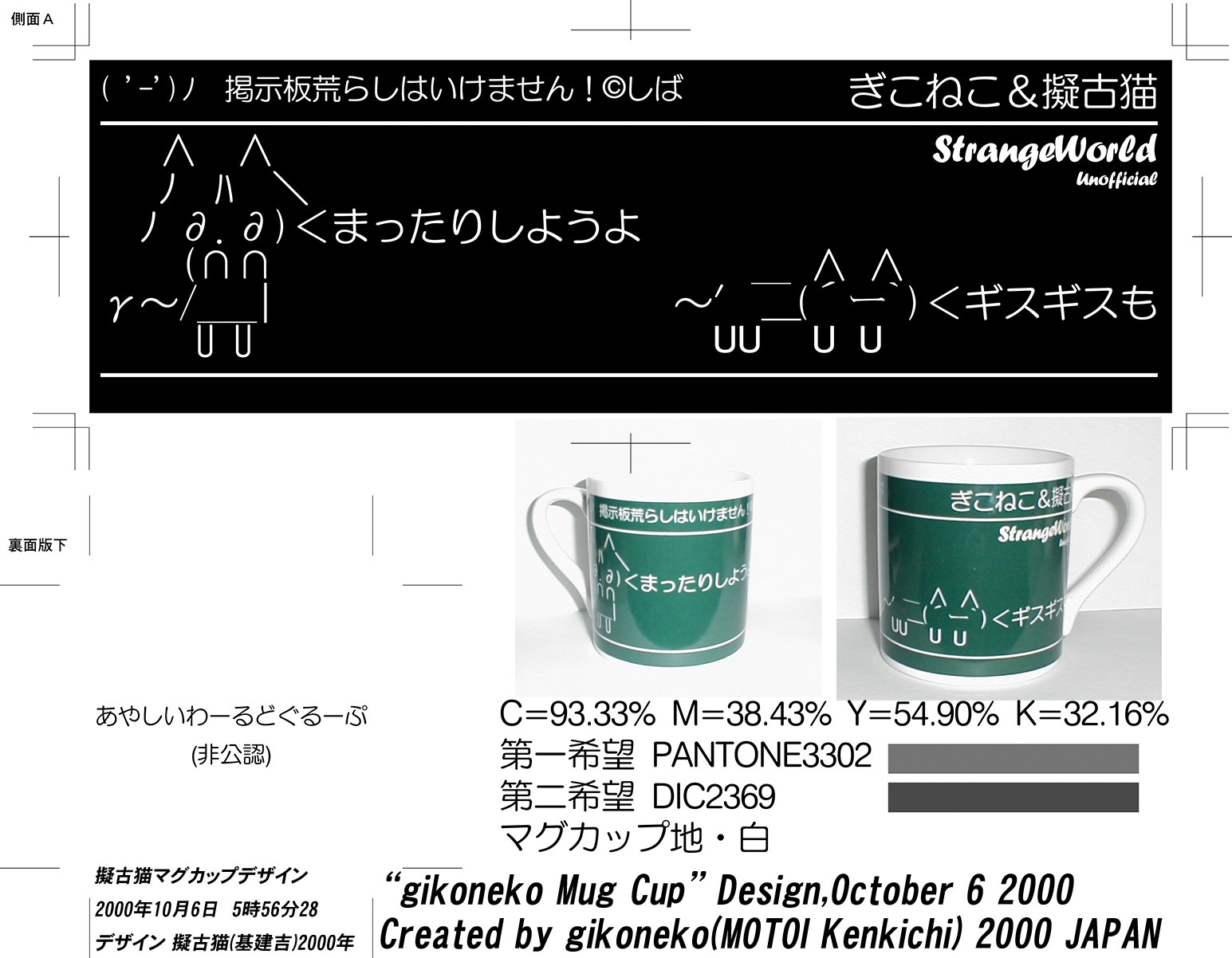
画像2:擬古猫マグカップ
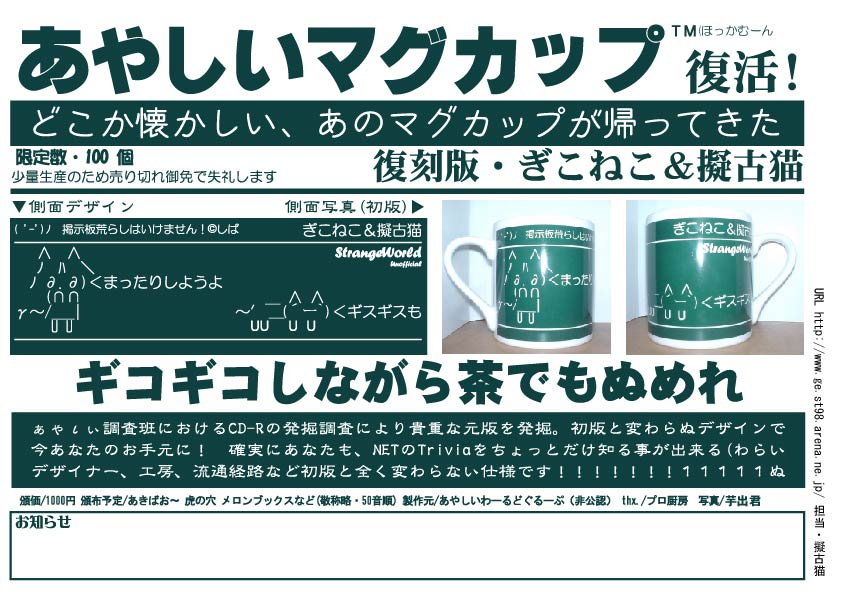
画像3:擬古猫マグカップ（第2版用販促チラシ）

### 世界初の擬古猫グッズ
画像2は、擬古猫のキャラクターグッズで、店頭にて頒布されたものとしては世界初のデザインである。それ以前に、販売、頒布こそされなかったようだが、ギコネコフィギュアが1998年（平成10年）当時のあやしいわーるど@本店昼の部において発表されている（画像1）。ねこ谷製作。

### 開発された状況
2000年（平成12年）当時、同人において擬古猫のマグカップが発表される。当時あやしいわーるどに常駐していた擬古猫が空白にて発表。あやしいわーるど公式のものではなく、非公認として発表された。匿名による発表の是非だが、当時、この種の文字絵がアングラとして扱われており、何が起こるかわからないための配慮であった。これはリアルにおいてのあやしいネタ実現を目的にしたものである。

### 2000年当時の同人状況

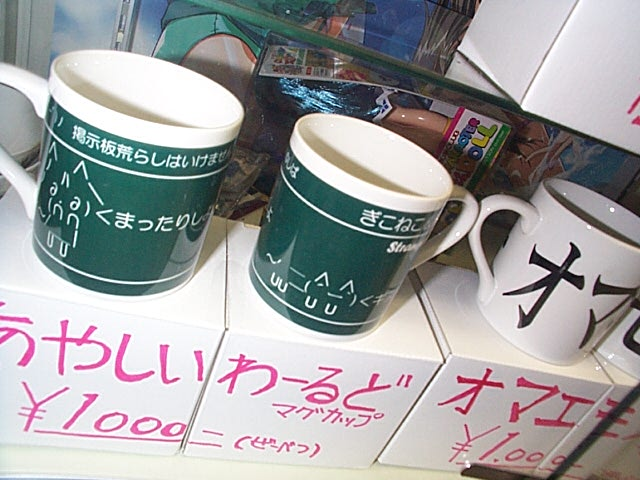
頒布の様子（初版・2001年あきばお〜にて 写真・空白）
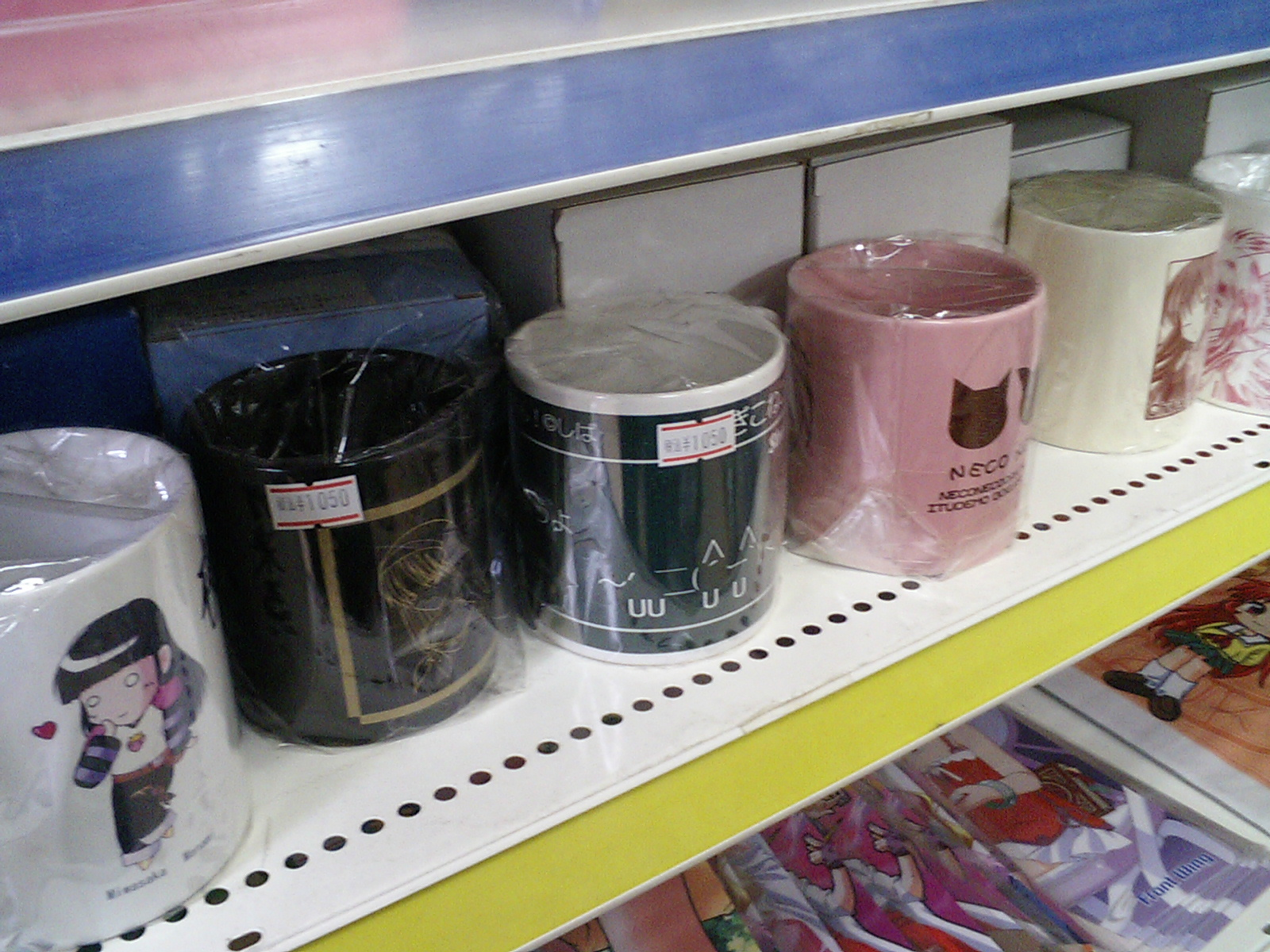
頒布の様子（第2版・2005年あきばお〜にて）
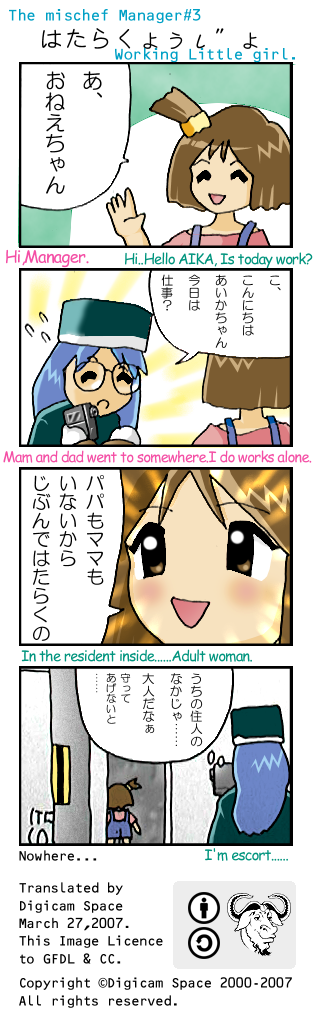
The mischief manager #3 同人ソフト「ギコディスク」おちゃめな管理人第3話/あやしい＠まんがの檻

当時の匿名掲示板系の同人状況としては、あやしいわーるど@有明などで批評本、同人グッズ等の頒布がおこなわれていた。あやしい＠まんがの檻も同様に同人ソフトなどを頒布した。
2000年（平成12年）当時、2ちゃんねる系同人グッズも擬古猫はデザインを提供し、あきばお〜などの同人誌委託ショップにて頒布された実績があった。とあるサークル名で友人であるチャンコ増田が「オマエモナー01」という、2ちゃんねるの同人誌即売会などに参加した。これに関しては単純に、当時の擬古猫の2ちゃんねるに対する風刺である。

## 2ちゃんねるグッズ

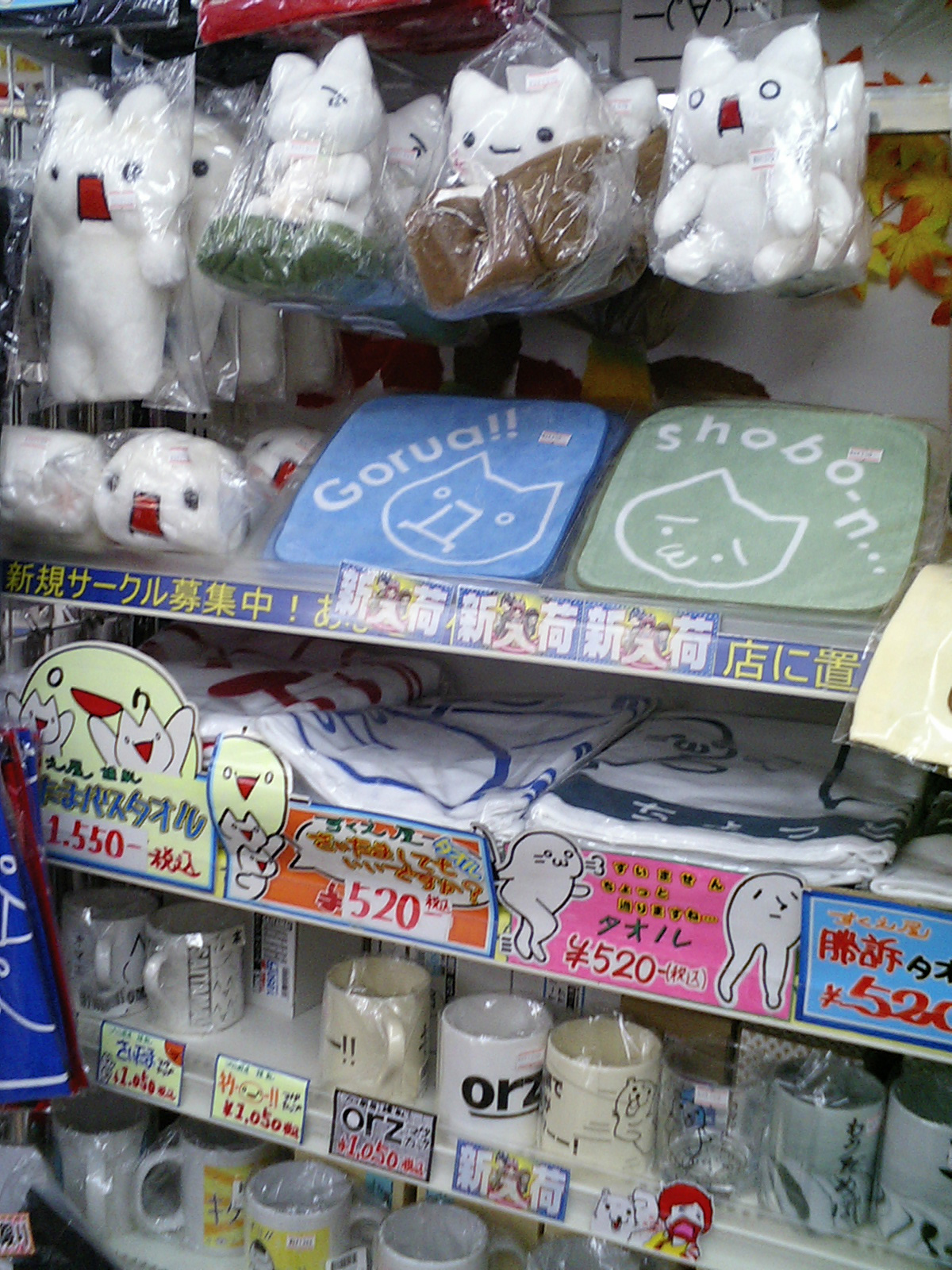
2ちゃんねる同人グッズの頒布例・あきばお〜にて

ここでは2ちゃんねるにおけるギコなどの文字絵キャラクターグッズについて記述する。

### 概要
非公式かつ、同人的にはじまったアスキーアートキャラクターグッズ製作であるが、その初期はともかく2chgoods.netというものが立ち上がっている。きっかけはタカラのギコ猫商標登録という事件である。

### 商業的文字絵系キャラクターグッズの勃興
もちろん、この事件以前すでに同人界隈では2ちゃんねる系のネタグッズがあきばお〜あきばんぐなどで頒布されている経緯もあるので、ネットランナー、コアマガジンなどでの商業化については、この流れの中にあるものと思われる。

### 現状
現在、文字絵キャラクターグッズの製作は、正確な著者、権利者が名乗りを上げない実情があるためやりたい放題である。実際に文字絵を利用しているユーザーなどはそもそもが剽窃（ひょうせつ）に近い形での発表であったりすることもあり、正式に自分自身に権利があるのかどうかがわからず、かつ勝手に商業化されることに関しての反発がある。
これは、それぞれのユーザーが、自ら作り上げたキャラクターに対する愛着があるための反応であると思われる。
なお、非公式かつ海賊版のようなものではUFOキャッチャーの景品になったものや、浜名湖サービスエリアで売られていた、という報告もある。
2008年12月、表現2008に出展。

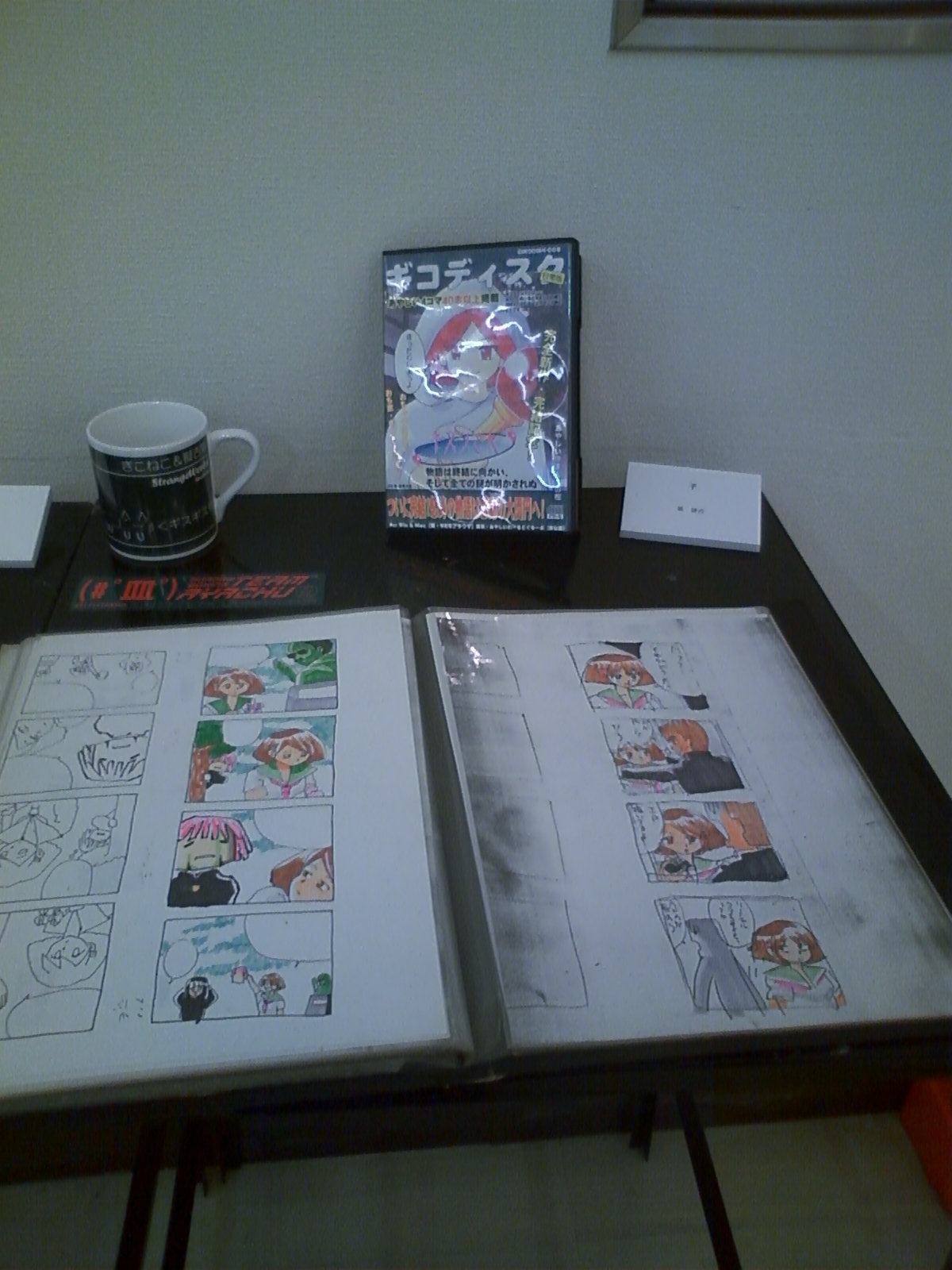
表現2008出展の様子

## 写真ソース
版下に利用した写真のソース。仕上がり品を当時の住所で撮影。

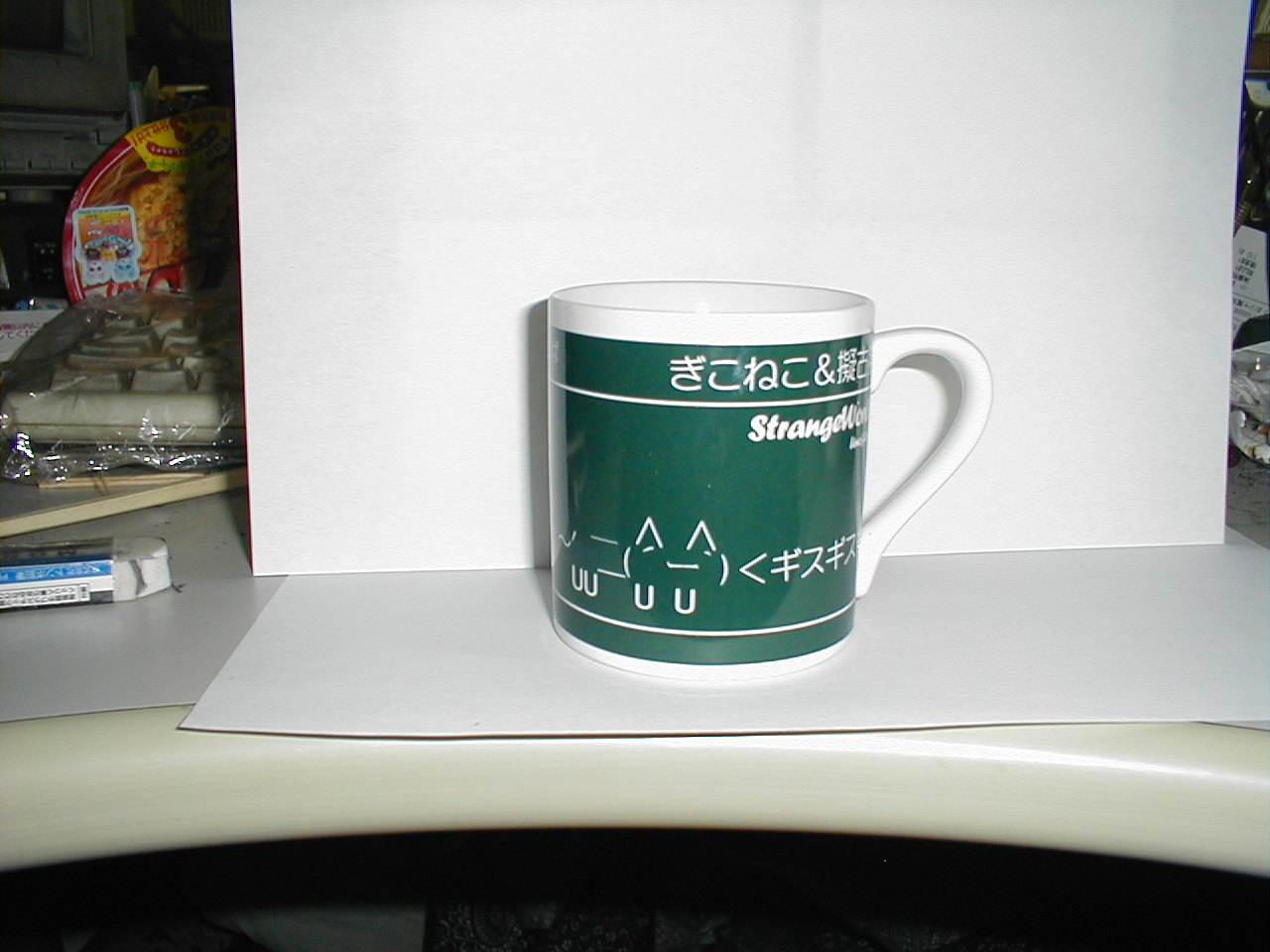
マグ写真ソース1
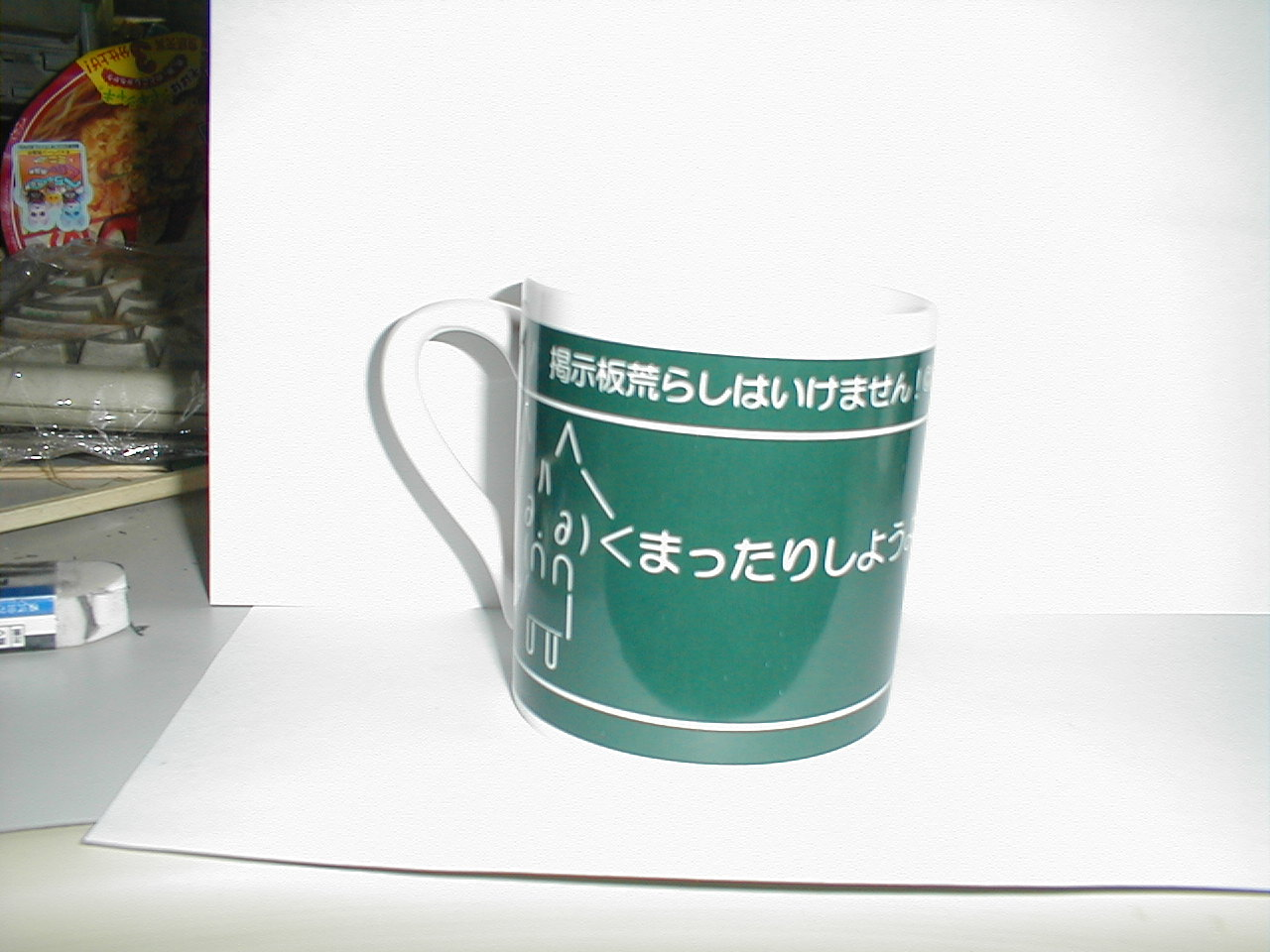
マグ写真ソース2